# Longjingthee
Longjingthee of Longjing is een groene theevariant. De letterlijke vertaling van Longjingthee is Drakenputthee. Longjing theebladeren worden vanouds in de omgeving van Hangzhou in Zhejiang verbouwd. Het staat bekend om zijn goede kwaliteit en wordt daarom gezien als een van de beroemde Chinese theevarianten. Al is het wel zo dat de kwaliteit per verbouwde oogst en per bedrijf verschilt. Longjing kan heel goedkoop zijn tot heel duur. Dat kan oplopen tot wel twintig euro per ons.